# This Is Martin Bonner
Pour plus de détails, voir Fiche technique et Distribution.
This Is Martin Bonner est un film dramatique américain écrit et réalisé par Chad Hartigan et sorti en 2013.

## Distribution
- Paul Eenhoorn : Martin Bonner
- Demetrius Grosse : Locy
- Tom Plunkett : Supervisor
- Christy Lighthouse : Optometrist
- Jef Derderian : Optometrist Assistant
- Kristin Slaysman : April
- Andrew Scott Duncan : Ryan
- Jeff Pilliod : Auctioneer
- Connie Pilliod : Floor Auctioneer
- Richmond Arquette : Travis Holloway
- Melanie Payne : Breakfast Waitress
- Robert Longstreet : Steve Helms
- Tom Baughman : Presbyterian Pastor
- Jan Haley : Angela Helms
- Moira Price : Cheryl
- Felix Polanski : Speed Dater
- Allie Braun : Lacy
- Morgan Keese : Coffee Waitress
- Stefani Pehle : Goalkeeper
- Tom Jacobs : Max
- Paul Gregory : Francis Astley
- Ronnie Gunter : Greydon
- Judith Bither : Methodist Pastor
- Sam Buchanan : Diana Holloway
- Tarah DeSpain : Diner Waitress
- George Ducker : Jeff
- Michael Davanzo : Feature (non crédité)

## Sélections, nominations et récompenses
This Is Martin Bonner a été sélectionné en 2013 dans plusieurs festivals :
- Festival du film de Sundance[1] : Best of Next! : remporte le prix du public[2]
- Oxford Film Festival[3]
- Florida Film Festival[4]
- Nashville Film Festival[5]
- Sarasota Film Festival : remporte le Golden Pond de la meilleure réalisation artistique[6]
- Maryland Film Festival
- Wisconsin Film Festival[7]
- River Run Film Festival[8]